# Lanceopenna
Lanceopenna is een geslacht van vlinders van de familie tastermotten (Gelechiidae).

## Soorten
- L. pentastigma Janse, 1960
- L. prominula (Meyrick, 1913)
- L. pseudogaleotis Janse, 1950